# Amphoe Mae Chan

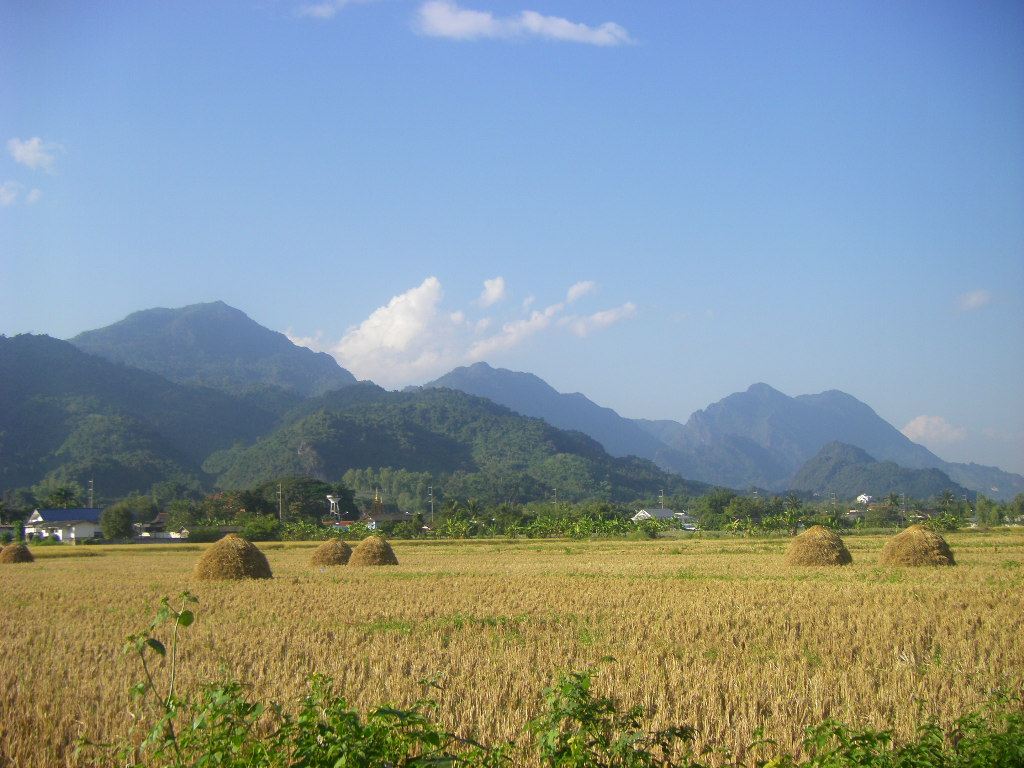
Der Berg Doi Nang Non

Amphoe Mae Chan (Thai: อำเภอ แม่จัน, Aussprache: ʔāmpʰɤ̄ː mɛ̂ː tɕān) ist ein Landkreis (Amphoe – Verwaltungs-Distrikt) im Norden der Provinz Chiang Rai. Die Provinz Chiang Rai liegt im äußersten Norden der Nordregion von Thailand.

## Geographie
Benachbarte Landkreise (von Westen im Uhrzeigersinn): die Amphoe Mae Fa Luang, Mae Sai, Chiang Saen, Doi Luang, und Mueang Chiang Rai der Provinz Chiang Rai.
Ein wichtiger Fluss des Landkreises ist der Maenam Kok (Kok-Fluss).
Der Doi Nang Non, der „Berg der schlafenden Dame“, ist Teil der Daen-Lao-Bergkette und das Hauptmerkmal der Geographie von Mae Chan.

## Geschichte
Der Bezirk wurde als Nachfolger der Mueang Chiang Saen gegründet. Das ursprüngliche Zentrum der Mueang wurde später Teil des Unterbezirks Chiang Saen Luang. Dieser wurde im Jahr 1939 in Chiang Saen umbenannt, während der damals bereits bestehende Bezirk Chiang Saen in Mae Chan umbenannt wurde.

## Verwaltung

### Provinzverwaltung
Der Landkreis Mae Chan ist in elf Tambon („Unterbezirke“ oder „Gemeinden“) eingeteilt, die sich weiter in 139 Muban („Dörfer“) unterteilen.
| Nr. | Name            | Thai       | Muban | Einw.  |
| --- | --------------- | ---------- | ----- | ------ |
| 01. | Mae Chan        | แม่จัน       | 14    | 10.835 |
| 02. | Chan Chwa       | จันจว้า      | 11    | 07.199 |
| 03. | Mae Kham        | แม่คำ       | 14    | 10.515 |
| 04. | Pa Sang         | ป่าซาง      | 15    | 10.341 |
| 05. | San Sai         | สันทราย     | 09    | 04.964 |
| 06. | Tha Khao Plueak | ท่าข้าวเปลือก | 14    | 07.416 |
| 08. | Pa Tueng        | ป่าตึง       | 20    | 21.449 |
| 10. | Mae Rai         | แม่ไร่       | 09    | 08.455 |
| 11. | Si Kham         | ศรีค้ำ       | 11    | 05.959 |
| 12. | Chan Chwa Tai   | จันจว้าใต้    | 12    | 08.094 |
| 13. | Chom Sawan      | จอมสวรรค์   | 10    | 03.956 |

Hinweis: Die fehlenden Nummern beziehen sich auf Tambon, die nun den Kreis Doi Luang bilden.

### Lokalverwaltung
Es gibt acht Kommunen mit „Kleinstadt“-Status (Thesaban Tambon) im Landkreis:
- Sai Nam Kham (Thai: เทศบาลตำบลสายน้ำคำ) bestehend aus Teilen des Tambon Mae Kham.
- Tha Khao Plueak (Thai: เทศบาลตำบลท่าข้าวเปลือก) bestehend aus dem kompletten Tambon Tha Khao Plueak.
- Mae Rai (Thai: เทศบาลตำบลแม่ไร่) bestehend aus dem kompletten Tambon Mae Rai.
- Chan Chwa (Thai: เทศบาลตำบลจันจว้า) bestehend aus den kompletten Tambon Chan Chwa und Chan Chwa Tai.
- Mae Kham (Thai: เทศบาลตำบลแม่คำ) bestehend aus Teilen des Tambon Mae Kham.
- Mae Chan (Thai: เทศบาลตำบลแม่จัน) bestehend aus Teilen des Tambon Mae Chan.
- San Sai (Thai: เทศบาลตำบลสันทราย) bestehend aus Teilen des Tambon San Sai.
- Pa Sang (Thai: เทศบาลตำบลป่าซาง) bestehend aus dem kompletten Tambon Pa Sang.

Außerdem gibt es fünf „Tambon-Verwaltungsorganisationen“ (องค์การบริหารส่วนตำบล – Tambon Administrative Organizations, TAO)
- Mae Chan (Thai: องค์การบริหารส่วนตำบลแม่จัน) bestehend aus Teilen des Tambon Mae Chan.
- San Sai (Thai: องค์การบริหารส่วนตำบลสันทราย) bestehend aus Teilen des Tambon San Sai.
- Pa Tueng (Thai: องค์การบริหารส่วนตำบลป่าตึง) bestehend aus dem kompletten Tambon Pa Tueng.
- Si Kham (Thai: องค์การบริหารส่วนตำบลศรีค้ำ) bestehend aus dem kompletten Tambon Si Kham.
- Chom Sawan (Thai: องค์การบริหารส่วนตำบลจอมสวรรค์) bestehend aus dem kompletten Tambon Chom Sawan.